# Bruno Robeck
Bruno Robeck OCist (* 1969 in Berlin als Michael Robeck) ist ein deutscher Ordenspriester und Prior des Zisterzienserklosters Langwaden.
Robeck besuchte die katholische Liebfrauen-Schule in Berlin. Nach der Erlangung des Abiturs 1988 trat er in das Zisterzienserkloster Langwaden ein, wo er sechs Jahre später die Ordensgelübde ablegte. Er studierte Theologie an der theologischen Schule der Benediktiner im Kloster Einsiedeln und an der Philosophisch-Theologischen Hochschule Benediktbeuern. 1998 weihte ihn der Kölner Weihbischof Friedhelm Hofmann zum Priester. Mit dem Beginn der Selbstständigkeit des Priorates Langwaden wurde er 2004 zum Prior von Kloster Langwaden ernannt. Neun Jahre später wurde das Kloster kirchenrechtlich selbstständig, und deshalb durften die Mönche selber einen Prior wählen. Sie bestätigten mit ihrer Wahl Bruno Robeck als Prior.
2018 wurde er zudem zum stellvertretenden Vorsitzenden der Deutschen Ordensobernkonferenz gewählt.